# Pinxtonský porcelán

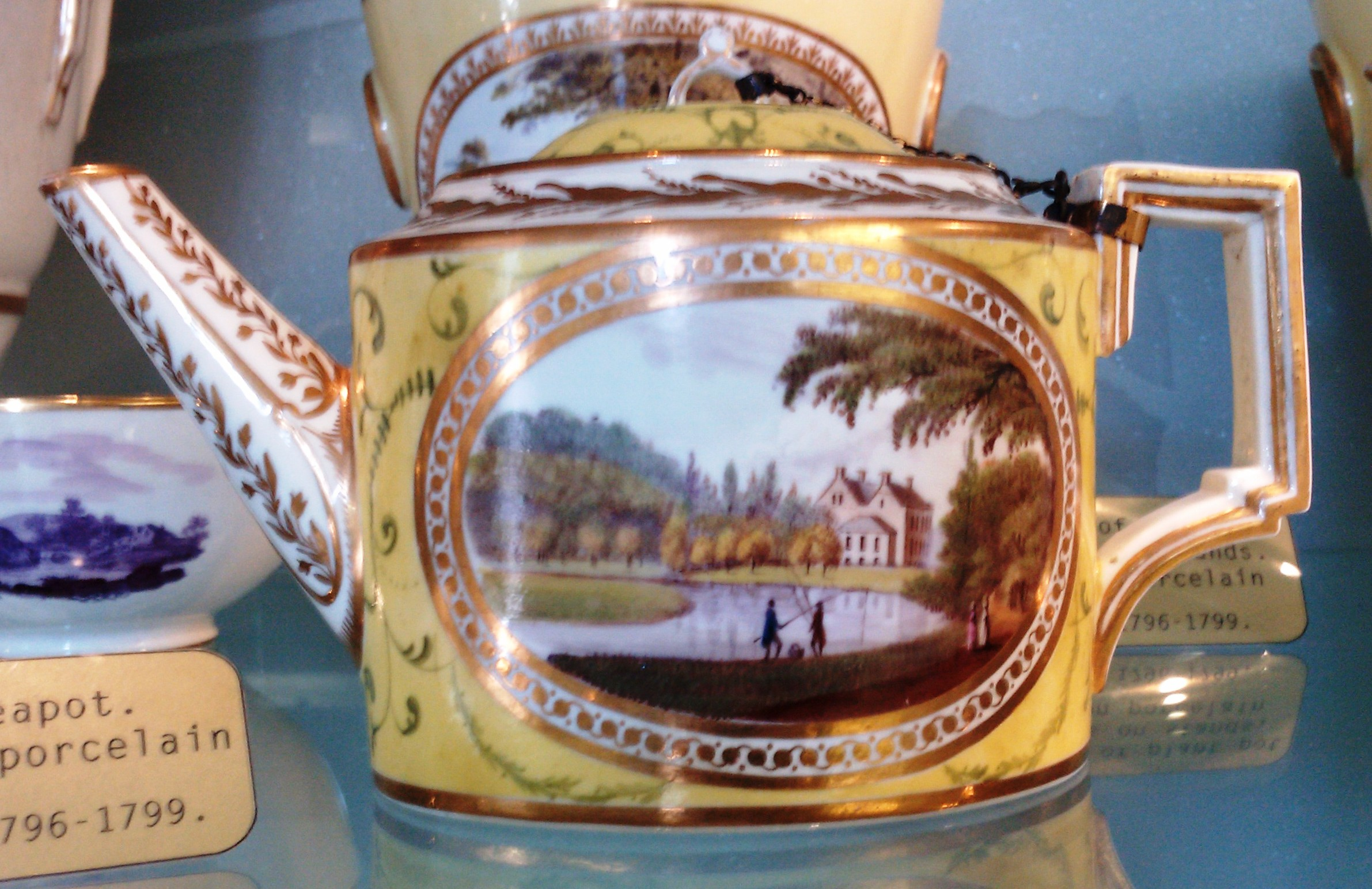
Pinxtonský porcelán - čajová konvice

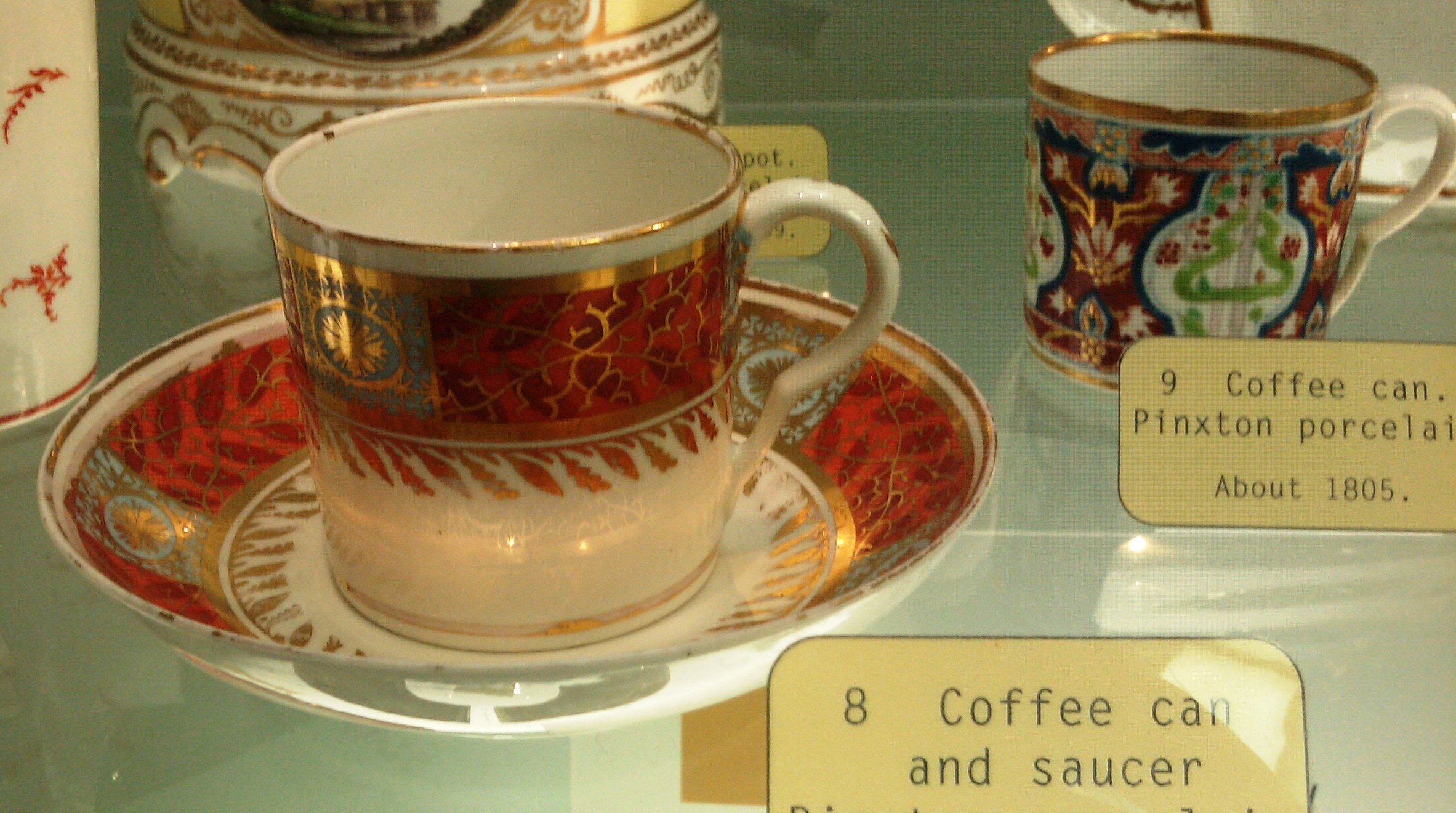
Pinxtonský porcelán - kávové šálky

Pinxtonský porcelán je označení pro porcelán, vytvořený Johnem Cokem a Williamem Billingsleym v Pinxtonu (vesnici v anglickém hrabství Derbyshire).

## Historie
Pinxtonská porcelánka byla založena na ploše pronajaté třetím synem reverenda D'Ewese Cokea, který začal spolupracovat s podnikatelem a malířem porcelánu Williamem Billingsleym. Billingsley, který začínal v derbské porcelánce, byl nyní známý kvalitou svých maleb, ale zajímal se také o zlepšení postupu na výrobu porcelánu, který podle některých získal od Zachariaha Boremana. Nakonec však podnik opustil a založil si v Mansfieldu dílnu, kde zdobil dovážený porcelán. John Coke ve Pinxtonské porcelánce pokračoval od roku 1799 do roku 1806, přičemž v letech 1801 a 1802 spolupracoval s novým partnerem Henrym Banksem.
V dubnu 1806 si Coke vzal Susannu Wilmotovou a výrobu porcelánu udržoval až do roku 1813 John Cutts, jenž tu dříve pracoval jako dekoratér. Cokeův zájem přešel od porcelánu k těžbě uhlí v Pinxtonu, načež se celá rodina přestěhovala do domu Debdale Hall.

## Dědictví
O pinxtonský porcelán se zajímá skupina lidí vzniklá roku 1996. Tato společnost publikuje knihy a také pořádá expozice. Čajová konvice na obrázku výše zobrazuje Brookhill Hall, který byl domovem Johna Cokea. Toto dílo patří do sbírky pinxtonského porcelánu v Derbském muzeu.